# Mourilhe
Mourilhe ist ein Ort und eine ehemalige Gemeinde (Freguesia) im portugiesischen Kreis Montalegre. Die Gemeinde hatte 119 Einwohner (Stand 30. Juni 2011).
Am 29. September 2013 wurden die Gemeinden Mourilhe, Cambeses do Rio und Donões zur neuen Gemeinde União das Freguesias de Cambeses do Rio, Donões e Mourilhe zusammengeschlossen.